# Reprezentacja Kirgistanu U-17 w piłce nożnej mężczyzn
Reprezentacja Kirgistanu U-17 w piłce nożnej – juniorska reprezentacja Kirgistanu sterowana przez Federację Piłki Nożnej Republiki Kirgiskiej (FFKR). Powstała w 1992 po rozpadzie ZSRR. Do mistrzostw świata nigdy nie zakwalifikowała się. Do mistrzostw Azji zakwalifikowała się tylko raz, w 2016 roku i odpadła wtedy już w fazie grupowej. 
Również w 2006 zespół jako U-17 debiutował w rozgrywkach Wyższej Ligi Kirgistanu i startował w rozgrywkach Pucharu Kirgistanu.

## Udział wJuniorskich Mistrzostwach świata
- 1985 – 1991 – Nie brał udziału (był częścią ZSRR)
- 1993 – Nie brał udziału
- 1995 – 2017 – Nie zakwalifikował się

## Udział wJuniorskich Mistrzostwach Azji
- 1985 – 1992 – Nie brał udziału (był częścią ZSRR)
- 1994 – Nie zakwalifikował się
- 1996 – 1998 – Nie brał udziału
- 2000 – 2006 – Nie zakwalifikował się
- 2008 – Dyskwalifikowany
- 2010 – 2014 – Nie zakwalifikował się
- 2016 – Faza grupowa: 3.miejsce w grupie B

## Selekcjonerzy
...